# Nombre premier de Lascoux 8-10
En mathématiques, un nombre premier de Lascoux est un nombre premier dont les sommes itératives des chiffres en base 8 et base 10 sont elles-mêmes premières, jusqu'à atteindre un nombre premier terminal dans {2, 3, 5, 7}. Ces nombres, introduits par Jean-Louis Lascoux en 2025, sont référencés dans la suite A384306 de l'OEIS 

## Définition formelle
Un nombre premier p est un premier de Lascoux si :
En base 10 :
La somme itérée des chiffres de p est première à chaque étape et converge vers 2, 3, 5 ou 7.
Exemple : 131 → 1 + 3 + 1 = 5 (arrêt).
En base 8 :
Après conversion de p en base 8 (écrit en indice : 2038), le même processus aboutit à un premier terminal.
Exemple : 131 = 2038 → 2 + 0 + 3 = 5 (arrêt).

## Propriétés
Sous-ensemble strict :
Inclus dans les nombre premier à somme digitale première (suite A070027 de l'OEIS), avec une contrainte supplémentaire en base 8.
Rareté :
La suite est conjecturée infinie, mais sa densité décroît rapidement.

## Suite OEIS
La suite A384306 de l'OEIS liste les premiers de Lascoux par ordre croissant :
2, 3, 5, 7, 131, 311, 887, 1013, 1949, 2399, 2621, 2957, 3251, 3323, 3701, 4289, 4919, 4973, 5099, 5101, 5477, 5927, 5981, 6359, 6599, 6779, 6863, 8069, 8447, 8573, 8627, 8669, 8951, 9677, 10141, 10181, 10211, 10589, 10631, 11399, 11597, 12101, 12479, 12659, 12983

## Origine
Nommés d'après Jean-Louis Lascoux, pionnier de la médiation professionnelle, ces nombres relèvent de la théorie des nombres et des propriétés combinatoires des représentations multi-bases. Leur étude par l'auteur est mise en lien avec la modélisation systémique des interactions en communication.